# 1757 în literatură
Anul 1757 în literatură a implicat o serie de evenimente și cărți noi semnificative.  

## Cărți noi
- William Duncombe - The Works of Horace in English Verse (diferiți traducători ).
- Edward and Elizabeth Griffith - A Series of Genuine Letters between Henry and Frances vol. i - ii.
- Madame Riccoboni - Lettres de Mistriss Fanny Butlerd.